# Sabatův oběh
Sabatův oběh je ideální oběh vznětového motoru se smíšeným způsobem hoření. V konstrukcích spalovacích motorů nahradil Dieselův rovnotlaký cyklus.

## Průběh
Jako čtyřdobý ho lze popsat následujícími fázemi:
| začátek děje | vlastní děj               | konec děje |
| ------------ | ------------------------- | ---------- |
| 1            | adiabatická komprese      | 2          |
| 2            | izochorické hoření paliva | 3          |
| 3            | izobarické hoření paliva  | 4          |
| 4            | adiabatická expanze       | 5          |
| 5            | izochorický odvod tepla   | 1          |

## Charakteristiky

### Kompresní poměr
Primární charakteristikou je kompresní poměr, jenž popisuje stlačení, vypočítá se z poměru celkového a kompresního objemu.
{\displaystyle \varepsilon ={\frac {V_{1}}{V_{2}}}},
kde {\displaystyle V_{1}}je celkový objem a {\displaystyle V_{2}}je kompresní objem.

### Stupeň zvýšení tlaku
Další příznačnou charakteristikou je stupeň zvýšení tlaku, který je definovaný přivedeným teplem při izochorickém hoření. Značí se {\displaystyle \psi }.s

### Stupeň plnění
Teplo, které je přivedené při izobarickém hoření, charakterizuje stupeň plnění, jenž je dán množstvím vstřikovaného paliva. Značí se {\displaystyle \varphi }.

### Přivedené teplo
Celkové přivedené teplo do oběhu hořením vstřikovaného paliva je dáno jako součet izochorického a izobarického přívodu tepla.
{\displaystyle Q_{P}=m\,c_{V}(T_{3}-T_{2})+m\,c_{p}(T_{4}-T_{3})}
Pro výsledný vztah tedy platí:
{\displaystyle Q_{P}=m\,c_{V}\,T_{1}\,\varepsilon ^{\kappa -1}[\psi -1+\kappa \,\psi (\varphi -1)]}.

### Odvedené teplo
Odvedené teplo výfukem je dáno izochorickým odvodem tepla.
{\displaystyle Q_{O}=m\,c_{V}(T_{5}-T_{1})}
Výsledný vztah lze tedy zapsat:
{\displaystyle Q_{O}=m\,c_{V}\,T_{1}(\psi \,\varphi ^{\kappa }-1)}

### Práce oběhu
Práci oběhu lze určit z rozdílu přivedeného a odvedeného tepla.
{\displaystyle W=Q_{P}-Q_{O}}
Platí tedy:
{\displaystyle W=m\,c_{V}\,T_{1}\{\varepsilon ^{\kappa -1}[\psi -1+\kappa \,\psi (\varphi -1)]-\psi \,\varphi ^{\kappa }+1\}}

### Tepelná účinnost
Tepelná účinnost smíšeného oběhu je dána vztahem 
{\displaystyle \eta =1-{\frac {\psi \,\varphi ^{\kappa }-1}{\varepsilon ^{\kappa -1}\left[(\psi -1)+\kappa \,\psi (\varphi -1)\right]}}},
kde vystupují následující veličiny:
| veličina                     | popis                |
| ---------------------------- | -------------------- |
| {\displaystyle \psi }        | stupeň zvýšení tlaku |
| {\displaystyle \varphi }     | stupeň plnění        |
| {\displaystyle \varepsilon } | kompresní poměr      |
| {\displaystyle \kappa }      | adiabatický index    |